# Procolpia minor
Procolpia minor är en insektsart som beskrevs av Giglio-tos 1894. Procolpia minor ingår i släktet Procolpia och familjen Romaleidae. Inga underarter finns listade i Catalogue of Life.